# Finanzprokuratur
Die Finanzprokuratur ist in Österreich eine dem Bundesministerium für Finanzen unterstellte Dienststelle des Bundes, die zur rechtlichen Beratung und Rechtsvertretung im Interesse des Staates berufen ist (§ 1 Finanzprokuraturgesetz).
Sie ist zuständig für die Vertretung des Bundes (§ 3 Abs. 1 ProkG) vor den Gerichten, soweit keine besondere Institution dafür besteht, wie etwa den Staatsanwaltschaften, die im Strafverfahren die Anklage vertreten. Hauptsächlich ist die Finanzprokuratur für Fälle zuständig, in denen der Bund als Träger von Privatrechten auftritt, jedoch auch beispielsweise für die Vertretung des Bundes in Angelegenheiten der Amtshaftung. Neben dem Bund können auch die Länder und Gemeinden sowie Körperschaften, Anstalten, Stiftungen und Fonds des öffentlichen Rechts und Unternehmen, an denen der Bund mehrheitlich beteiligt ist,  die Dienste der Finanzprokuratur in Anspruch nehmen.
Die Aufgaben der Finanzprokuratur werden von Prokuraturanwälten besorgt, die die Rechtsanwaltsprüfung und eine Prokuraturprüfung absolviert haben müssen (§ 11 Abs. 1 ProkG). Im Jahr 2003 waren ungefähr 42 Juristen in der Prokuratur beschäftigt. Die Finanzprokuratur kann auch in allen Fällen einschreiten, in denen sonst die Vertretung durch einen Rechtsanwalt vorgeschrieben ist.

## Geschichte
Die Finanzprokuratur in der heutigen Form besteht seit dem Inkrafttreten des Prokuraturgesetzes 1945. Im Jahr 2008 wurde das Prokuraturgesetz 1945 mit einem neuen Gesetz, dem Finanzprokuraturgesetz, auf eine neue gesetzliche Grundlage gestellt. Durch dieses Gesetz wurden der Finanzprokuratur neben der Rechtsvertretung auch die Zuständigkeit zur Beratung übertragen. Außerdem wurde auch die Möglichkeit eröffnet, dass sich nunmehr auch die Länder und Gemeinden und andere Organisationen, wie Unternehmen im Bundeseigentum, von der Finanzprokuratur beraten und vertreten lassen können.
Die Wurzeln der Finanzprokuratur gehen allerdings bis in das 13. Jahrhundert zurück. Das Amt geht auf den Staufer Friedrich II. zurück, der sie in Sizilien eingerichtet hat. Von dort wurde sie von den Kaisern des Heiligen Römischen Reiches und schließlich von den Habsburgern übernommen. Die Kammerprokuratur oder das Fiskalat, wie es damals bezeichnet wurde, wahrte die Rechte des Kaisers gegenüber den Landständen.
Die Form der heutigen Amtshaftung findet man auch schon in der 1539 erlassenen Niederösterreichische Raitkammerordnung.
Eine Erweiterung des Aufgabenbereiches erfuhren die Kammerprokuraturen in der Zeit um die napoleonischen Kriege durch zahlreiche Verordnungen. Eine komplette Neuordnung erfolgte im Zuge der Revolution von 1848/49, wo dann nur mehr die Finanzprokuratur übrigblieb.
Mit der Umgestaltung der Zivilverfahrensgesetze im Jahr 1898 wurde auch die Organisation der Prokuratur neu geregelt. Bedingt durch den Ersten Weltkrieg wurden die Prokuraturen in den Bundesländern nach und nach aufgelöst, sodass nur mehr jene in Wien blieb, die bis zum Anschluss aktiv blieb, aber auch am 20. Juni 1939 aufgelöst und als einzige 1945 wieder errichtet wurde.